# Гассельман, Вильгельм
Вильгельм Гассельман (Хассельман) (нем. Wilhelm Hasselmann; 25 сентября 1844, Бремен — 25 февраля 1916, Нью-Йорк, США) — немецкий политик, социал-демократ, один из лидеров лассальянцев, редактор.

## Биография
Образование получил в Ганноверском политехникуме. Участвовал в деятельности лассальянского Всеобщего германского рабочего союза, в частности, в 1871—1875 годах — главный редактор печатного органа партии «Нойер социал-демократ» («Neuer Sozial-Demokrat»), на страницах которого выступал против Бисмарка, Маркса и Энгельса. Положительно относился к политике русских народников.
В 1874—1877 и 1878—1880 годах — депутат социал-демократической фракции в Рейхстаге. Соратник Иоганна Йозефа Моста, вместе с которым был лидером группировки в партии, критиковавшей политику её руководства.
В 1876—1879 годах издавал газету «Роте фане» («Die rote Fahne»), в которой резко нападал на политику социал-демократов. Занимал крайне левую позицию. В дальнейшем открыто перешёл к анархизму.
В 1880 году был исключён из Социалистической рабочей партии Германии (позднее СДПГ). Во время репрессий Бисмарка против социалистов, эмигрировал в США, получил американское гражданство в 1888 году и отошёл от рабочего движения.